# چو یونگ چئول
چو یونگ چئول (انگلیسی: Cho Young-cheol؛ زادهٔ ۳۱ مهٔ ۱۹۸۹) یک بازیکن فوتبال، و ورزشکار اهل کره جنوبی است.
از باشگاه‌هایی که در آن بازی کرده‌است می‌توان به آلبیرکس نیگاتا اشاره کرد.
وی همچنین در تیم‌های ملی فوتبال کره جنوبی بازی کرده‌است.